# Zlínský kraj
Zlínský kraj (deutsch Zliner Region) befindet sich im Osten Tschechiens und grenzt östlich an die Slowakei, innerstaatlich an die Südmährische Region und die Regionen Olmütz und Mährisch-Schlesien. Auf der Fläche von 3.964 km² leben 580.531 Einwohner (146 Einwohner/km²) (Stand 1. Januar 2023). In der Region liegen 4 Bezirke, 307 Gemeinden, davon 30 Städte. Verwaltungssitz ist das Baťa-Hochhaus in Zlín.

## Statistische Kennzahlen
| Statistische Kennzahlen 2005 | Statistische Kennzahlen 2005 | Statistische Kennzahlen 2005 | Statistische Kennzahlen 2005 | Statistische Kennzahlen 2005 |
| ---------------------------- | ---------------------------- | ---------------------------- | ---------------------------- | ---------------------------- |
| Okres                        | Fläche in km²                | Einwohner1)                  | Durchschnittsalter1)         | Gemeinden                    |
| Okres Kroměříž               | 800                          | 106.039                      | 42,9                         | 79                           |
| Okres Uherské Hradiště       | 991                          | 142.554                      | 42,9                         | 78                           |
| Okres Vsetín                 | 1.143                        | 143.380                      | 42,3                         | 61                           |
| Okres Zlín                   | 1.030                        | 191.725                      | 42,8                         | 89                           |

1)am 1. Januar 2017
- Anteil am Bruttoinlandsprodukt (2001): 4,8 %
- Arbeitslosenquote (2017): 4,48 %

## Landschaft

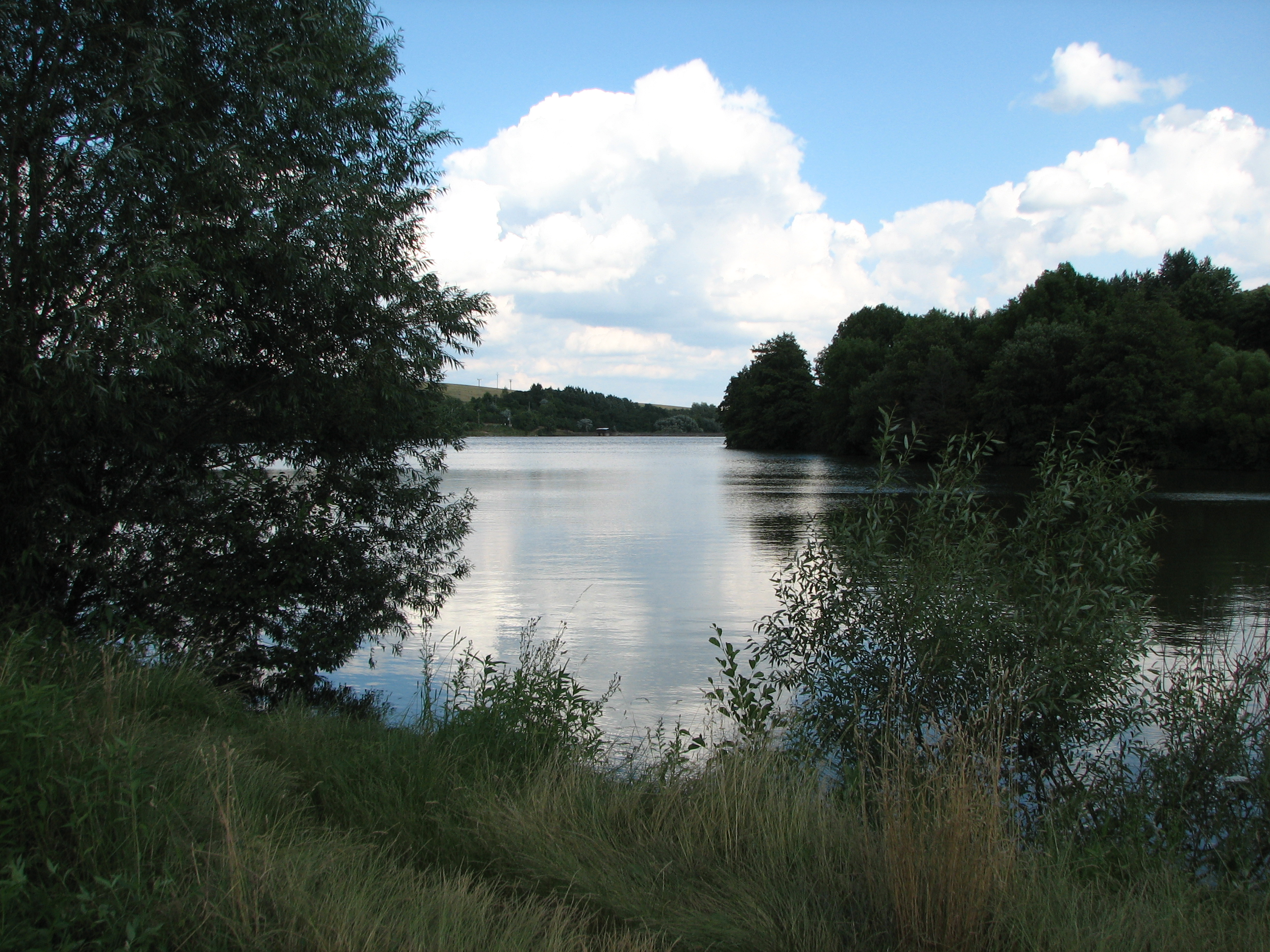
Talsperre Smraďavka

Die Gegend ist überwiegend gebirgig, bis auf die Ebene, die sich entlang des Flusses Morava zieht und in der Region Slovácko in der Gegend von Uherské Hradiště. Im Norden befinden sich die Mährisch-Schlesischen Beskiden, im Osten liegt das Gebirge Javorníky und zum Süden hin erstrecken sich die Weißen Karpaten, die gleichzeitig die natürliche Grenze zur Slowakei bilden. Zum Süden hin folgen Vsetínská hornatina („Vsetíner Gebirgsland“) und Vizovická vrchovina („Vizovicer Bergland“), im Südwesten Chřiby. Der Boden ist arm an Mineralien und Humus. Lediglich in den Tälern der Flüsse findet man fruchtbaren Boden. 49 % des Bodens werden landwirtschaftlich genutzt. In der Region befinden sich einige große Landschaftsschutzgebiete, vor allem Beskiden und Weißen Karpaten, die auch durch die UNESCO geschützt werden. Die Euroregion Weiße Karpaten soll eine allgemeine Zusammenarbeit im Naturschutzgebiet begünstigen.

## Demographie
Der Geburtensaldo war in den letzten Jahren positiv, die Gesamtentwicklung seit 1994 jedoch negativ. Das Durchschnittsalter liegt 2017 bei 42,7 Jahren.

## Wirtschaft
Der Kreis gehört zu den Regionen mit einer eher veralteten Infrastruktur, bedingt vor allem durch die Auflösung von Großbetrieben und einer schlechten Verkehrsanbindung der bisher starken, Rohstoffe und Zwischenprodukte verarbeitenden Industrie, die einen Anteil von 18 % der Unternehmen im verarbeitenden Gewerbe ausmacht. Es handelt sich vor allem um Betriebe mit Verarbeitung von Gummi und Kunststoff (2 %), Metallverarbeitung (27 %), Elektrotechnik (14 %), Maschinenbau (3 %) und der Lebensmittelindustrie (5 %). Negativ wirkt sich auch der niedrige Modernisierungsgrad des Maschinenparks aus. Das Bruttoinlandsprodukt beträgt 175.614 Kronen je Einwohner. Dieses wird durch 122.912 Unternehmen erwirtschaftet, von denen 14.714 Unternehmen Mitarbeiter beschäftigen. In Betrieben mit mehr als 25 Mitarbeitern sind mehr als die Hälfte aller Beschäftigten erwerbstätig.

## Arbeitsmarkt
Der Beschäftigungsgrad wuchs gegenüber 2001 um 1,5 %. Der Durchschnittslohn betrug 13.843 CZK und lag etwa um 2000 CZK unter dem Landesdurchschnitt. Die Arbeitslosigkeit liegt 2017 bei 4,48 %.

## Soziale Einrichtungen
In 339 Kindergärten, 237 Grundschulen, 14 Gymnasien, 51 Fachgymnasien und 35 Berufsschulen werden Kinder auf das Arbeitsleben vorbereitet. Hinzu kommen 11 postsekundäre Schulen sowie die Tomáš-Baťa-Universität in Zlín mit fünf Fakultäten. Auf einen Arzt kommen im Kreis 312 Einwohner. Für die Krankenpflege sorgen 11 Krankenhäuser mit 3.375 Betten.

## Bezirksstädte
- Kroměříž (Kremsier)
- Uherské Hradiště
- Vsetín
- Zlín (1953 bis 1989 als Gottwaldov)

## Bezirke/Okresy
- Okres Kroměříž
- Okres Uherské Hradiště
- Okres Vsetín
- Okres Zlín

## Größte Städte

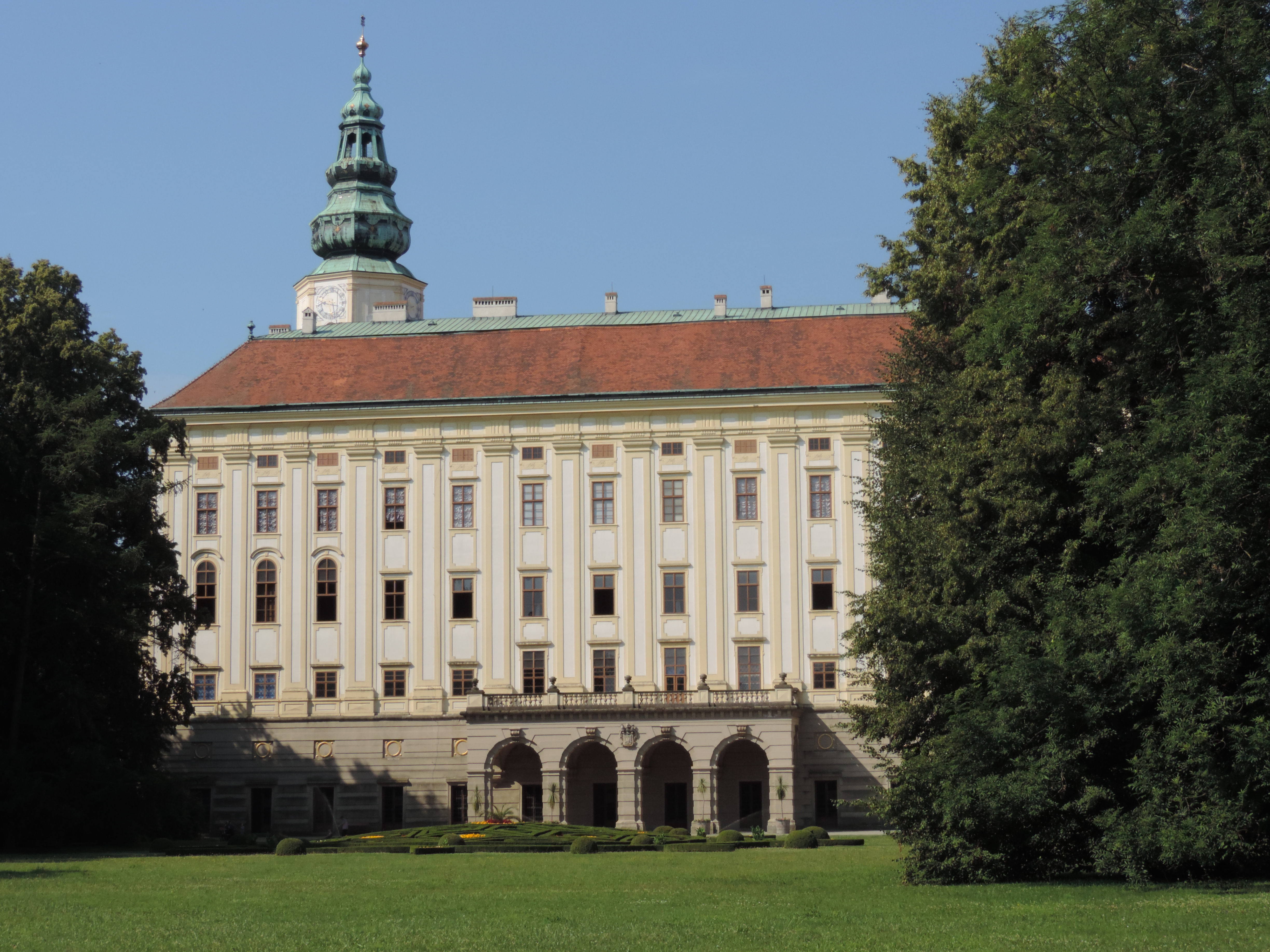
UNESCO-Welterbe Schloss Kroměříž

| Stadt                 | Einwohner (31. Dezember 2005) |
| --------------------- | ----------------------------- |
| Zlín                  | 75.117                        |
| Kroměříž              | 29.002                        |
| Vsetín                | 26.190                        |
| Uherské Hradiště      | 25.246                        |
| Valašské Meziříčí     | 22.309                        |
| Otrokovice            | 18.009                        |
| Uherský Brod          | 16.590                        |
| Rožnov pod Radhoštěm  | 16.477                        |
| Holešov               | 11.623                        |
| Bystřice pod Hostýnem | 8.266                         |
| Napajedla             | 7.251                         |
| Hulín                 | 6.902                         |
| Staré Město           | 6.755                         |
| Slavičín              | 6.553                         |
| Kunovice              | 5.597                         |
| Brumov-Bylnice        | 5.574                         |
| Zubří                 | 5.553                         |
| Luhačovice            | 5.093                         |
| Valašské Klobouky     | 4.975                         |
| Chropyně              | 4.956                         |